# Gabrielle Union
Gabrielle Monique Union-Wade (Omaha, Nebraska, 1972. október 29.–) amerikai színésznő, hangművész, aktivista és szerző.
Az 1990-es években kezdte pályafutását, számos televíziós sorozatban megjelent, mielőtt támogató szerepeket alakított A csaj nem jár egyedül és a 10 dolog, amit utálok benned (1999) tizenéveseknek szóló filmvígjátékokban. Áttörő szerepe a Hajrá csajok (2000) című film volt.
Union olyan romantikus vígjátékokban is szerepelt, mint a Tesók (2001), A Sógorok réme (2003), Apu boldogsága (2007), Gondolkozz pasiaggyal! (2012) és a Gondolkozz pasiaggyal! 2. (2014). Főszerepet töltött be a CBS-s Angyalok városa (2000) című orvosi dráma sorozatban, valamint különböző filmekben; Bad Boys 2. – Már megint a rosszfiúk (2003), Bölcsőd lesz a koporsód (2003), Neo Ned (2005), Cadillac Records – Csillogó fekete lemezek (2008), Az öt kedvenc (2014) és a Betörés (2018). 2013-ban Union főszereplőként kezdett szerepelni a Mary Jane Jane BET dráma-sorozatban, amelyért NAACP Image díjat kapott. Társszereplő volt a 2016-os Egy nemzet születése című filmben, majd megjelent az Almost Christmas és az Álmatlanság (2017) filmekben.
Union a We're Going to Need More Wine (2017) című memoár szerzője, emellett aktivista, aki a nők egészségével és a nők elleni erőszakkal kapcsolatos kérdésekkel foglalkozik.
A szülőknek és gyerekeknek szóló "Welcome to the Party" című gyermekkönyvet ő írta, amely 2020 májusában jelent meg.

## Fiatalkora
Gabrielle Union Omahában (Nebraska) született, Theresa telefonos társaság vezető és szociális munkás, valamint Sylvester E. Union katona őrmester lányaként. Római katolikus vallású.

## Magánélete
1999-ben egy partin találkozott Chris Howard NFL játékossal. 2001. május 5-én házasodtak össze, és 2005 októberében költöztek külön. A válást 2006-ban véglegesítették. Union azt mondta a válásukkor, hogy „valamilyen módon rájött, hogy nem igazán hozott észszerű döntést, amelyek a legjobbak lehetnek a számára, reményeinek, álmainak, törekvéseinek és szenvedélyeinek megvalósítására.” Egy 2014-es interjúban Union kijelentette, hogy téves okokból kezdett bele a kapcsolatba, megjegyezve, hogy „a húszas éveimben pusztán csak az eljegyzési gyűrűt szerettem volna”. Union korábban úgy gondolta, hogy a házassága nagy részét "idegesen" töltötte, és a kapcsolatában rájött, hogy életében a férfiak "csak emberek" voltak.
2008-ban randevúzni kezdett Dwyane Wade NBA játékossal. 2014. augusztus 30-án házasodtak össze Floridában (Miami), és mostohaanyja lett a férfi három gyermekének. A házasságot megelőző interjúban Union kijelentette, hogy ő és Wade házassági szerződést írtak alá az egyéni vagyonuk védelme érdekében. Union és Wade a nászútjaikat a Maldív-szigeteken és Tanzániában töltötték. 2018-ban született meg kislányuk, béranya közreműködésével.

## Filmográfia

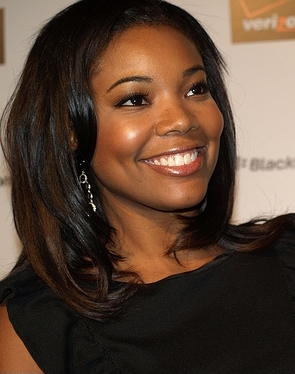
2009-ben

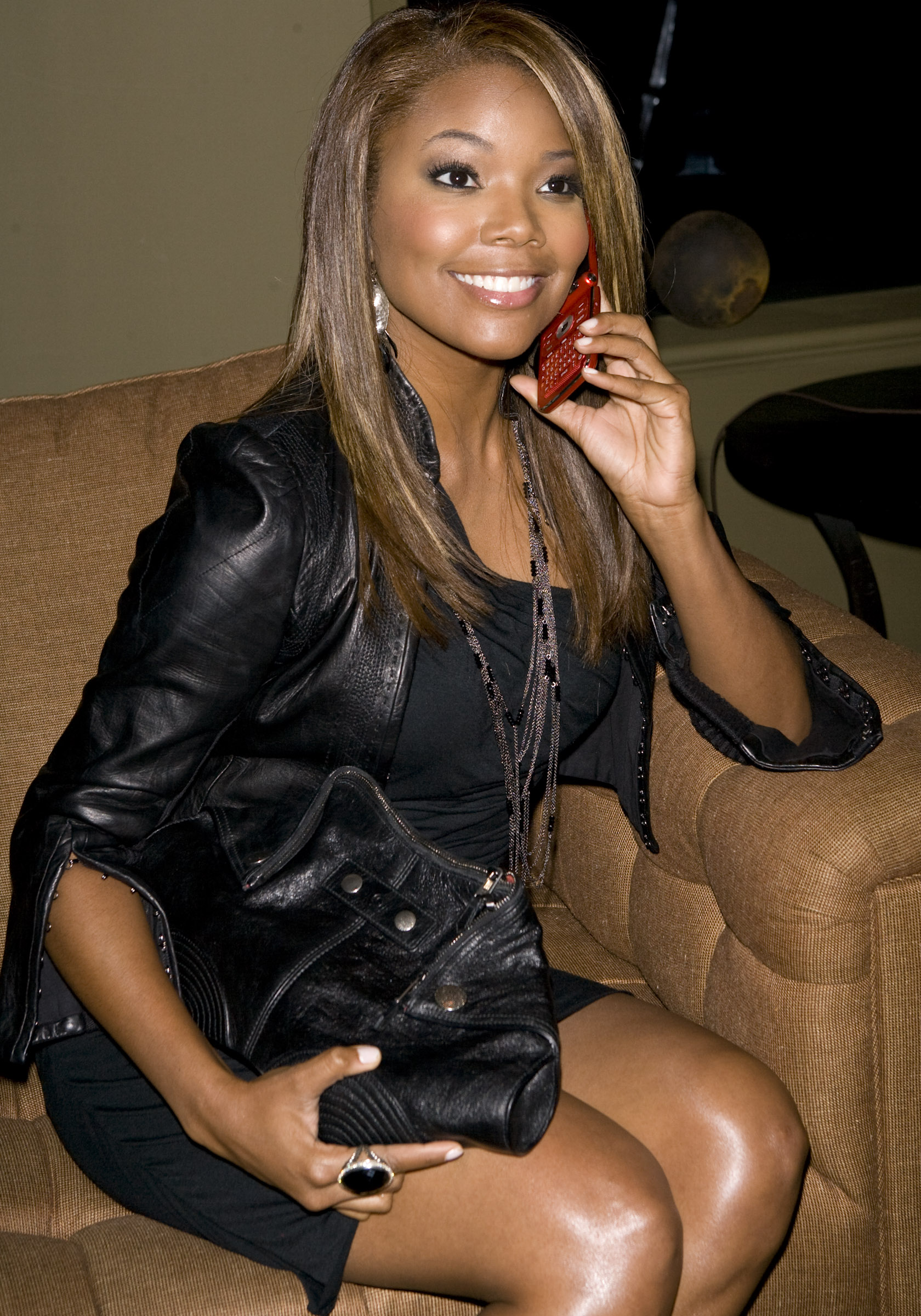
2010 májusában

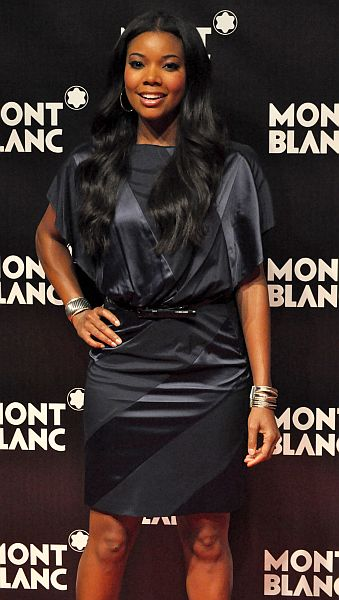
2010 szeptemberében

### Film
| Év   | Magyar cím                                 | Eredeti cím                   | Szerep                                    | Magyar hang       |
| ---- | ------------------------------------------ | ----------------------------- | ----------------------------------------- | ----------------- |
| 1999 | A csaj nem jár egyedül                     | She's All That                | Katarina „Katie” Darlingson               | Tátrai Zita       |
| 1999 | 10 dolog, amit utálok benned               | 10 Things I Hate About You    | Chastity Church                           | Nemes Takách Kata |
| 2000 | Nem adok kosarat!                          | Love & Basketball             | Shawnee                                   |                   |
| 2000 | Hajrá, csajok!                             | Bring It On                   | Isis                                      | Makay Andrea      |
| 2001 | Tesók                                      | The Brothers                  | Denise Johnson                            |                   |
| 2001 | Szabad fogás                               | Two Can Play That Game        | Conny Spalding                            |                   |
| 2002 | Elhagyatva                                 | Abandon                       | Amanda Luttrell                           | Bálint Sugárka    |
| 2002 | Széftörők                                  | Welcome to Collinwood         | Michelle                                  |                   |
| 2003 | A Sógorok réme                             | Deliver Us from Eva           | Evangeline „Eva” Dandrige                 | Kökényessy Ági    |
| 2003 | Bölcsőd lesz a koporsód                    | Cradle 2 the Grave            | Daria                                     | Pikali Gerda      |
| 2003 | Bad Boys 2. – Már megint a rosszfiúk       | Bad Boys II                   | Sydney „Syd” Burnett különleges ügynök    | Németh Borbála    |
| 2003 | Rap-halál                                  | Ride or Die                   | maszkos nő                                |                   |
| 2004 | Szakítani tudni kell                       | Breakin' All the Rules        | Nicky Callas                              | Bognár Gyöngyvér  |
| 2005 |                                            | Neo Ned                       | Rachael                                   |                   |
| 2005 | Féktelen balfékek                          | The Honeymooners              | Alice Kramden                             | Pikali Gerda      |
| 2005 | Mamák lincshangulatban                     | Say Uncle                     | Elise Carter                              | Pikali Gerda      |
| 2006 | Kés, villa, olló                           | Running with Scissors         | Dorothy Ambrose                           |                   |
| 2007 |                                            | Constellation                 | Carmel Boxer                              |                   |
| 2007 | Apu boldogsága                             | Daddy's Little Girls          | Julia Rossmore                            | Pikali Gerda      |
| 2007 |                                            | The Box                       | Cris Romano nyomozó                       |                   |
| 2007 | Télapu karácsonyra                         | The Perfect Holiday           | Nancy Taylor                              | Ruttkay Laura     |
| 2008 | Az üresfejű                                | Meet Dave                     | 3-as - Kulturális felelős                 | Nemes Takách Kata |
| 2008 | Cadillac Records – Csillogó fekete lemezek | Cadillac Records              | Geneva Wade                               | Peller Anna       |
| 2012 | Gondolkozz pasiaggyal!                     | Think Like a Man              | Kristen                                   | Bánfalvi Eszter   |
| 2012 | Gondolkozz pasiaggyal!                     | Think Like a Man              | Kristen                                   | Nádasi Veronika   |
| 2012 |                                            | Good Deeds                    | Natalie                                   |                   |
| 2012 |                                            | In Our Nature                 | Vicki                                     |                   |
| 2012 |                                            | Half the Sky (dokumentumfilm) | Önmaga                                    |                   |
| 2013 |                                            | Miss Dial                     | telefonáló                                |                   |
| 2013 |                                            | The Door (rövidfilm)          | She                                       |                   |
| 2014 | Gondolkozz pasiaggyal! 2.                  | Think Like a Man Too          | Kristen                                   | Bánfalvi Eszter   |
| 2014 | Az öt kedvenc                              | Top Five                      | Erica Long                                | Bánfalvi Eszter   |
| 2016 | Egy nemzet születése                       | The Birth of a Nation         | Esther                                    |                   |
| 2016 |                                            | Almost Christmas              | Rachel Meyers                             |                   |
| 2017 | Álmatlanság                                | Sleepless                     | Dena Smith                                | Mezei Kitty       |
| 2017 | Csajtúra                                   | Girls Trip                    | Önmaga                                    |                   |
| 2018 |                                            | The Public                    | Rebecca Parks                             |                   |
| 2018 | Betörés                                    | Breaking In                   | Shaun Russell                             | Bánfalvi Eszter   |
| 2020 | A vakmerő                                  | Fearless                      | Jayne Nadia Blazerhatch tábornok (hangja) |                   |
| 2022 | Tucatjával olcsóbb                         | Cheaper by the Dozen          | Zoey Baker                                |                   |
| 2023 | Telitalálat                                | The Perfect Find              | Jenna                                     | Nádasi Veronika   |

### Televízió
- Ki ez a lány?